# High Bickington
High Bickington – wieś w Anglii, w hrabstwie Devon, w dystrykcie Torridge. Leży 43 km na północny zachód od miasta Exeter i 277 km na zachód od Londynu. W 2001 miejscowość liczyła 700 mieszkańców.